# 佩什博尼约
佩什博尼约（法語：Pechbonnieu，法語發音：[pɛʃbɔnjø]）是法国上加龙省的一个市镇，属于图卢兹区。

## 地理
佩什博尼约（43°42'14"N, 1°28'0"E）面积7.52 平方千米，位于法国奧克西塔尼大區上加龙省，该省份为法国西南部内陆省份，西南端与西班牙接壤，自此顺时针与上比利牛斯省、热尔省、塔恩-加龙省、塔恩省、奥德省和阿列日省接壤。
与佩什博尼约接壤的市镇（或旧市镇、城区）包括：圣塞尔南堡、卡斯泰尔日内斯特、格拉唐图尔、蒙伯龙、圣卢卡马斯。

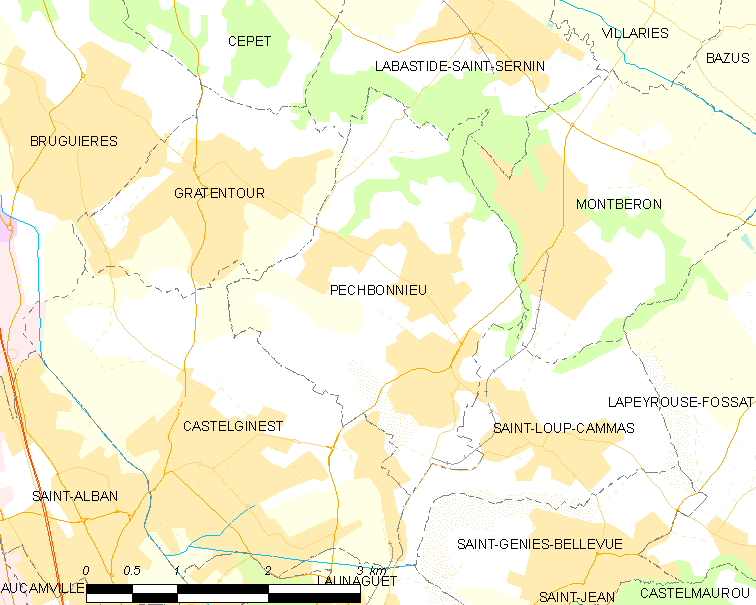
佩什博尼约的OSM定位图

佩什博尼约的时区为UTC+01:00、UTC+02:00（夏令时）。

## 图集

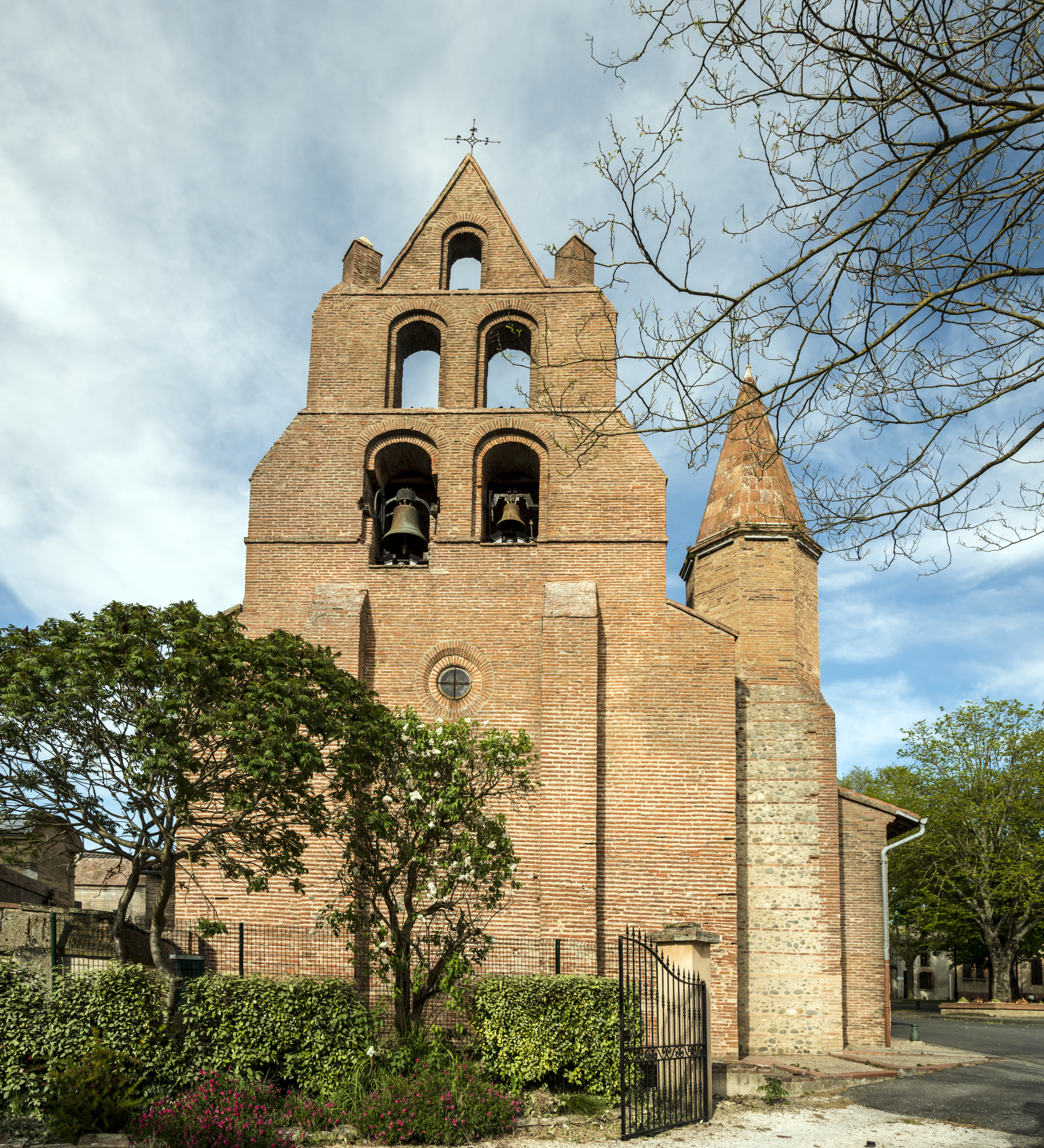
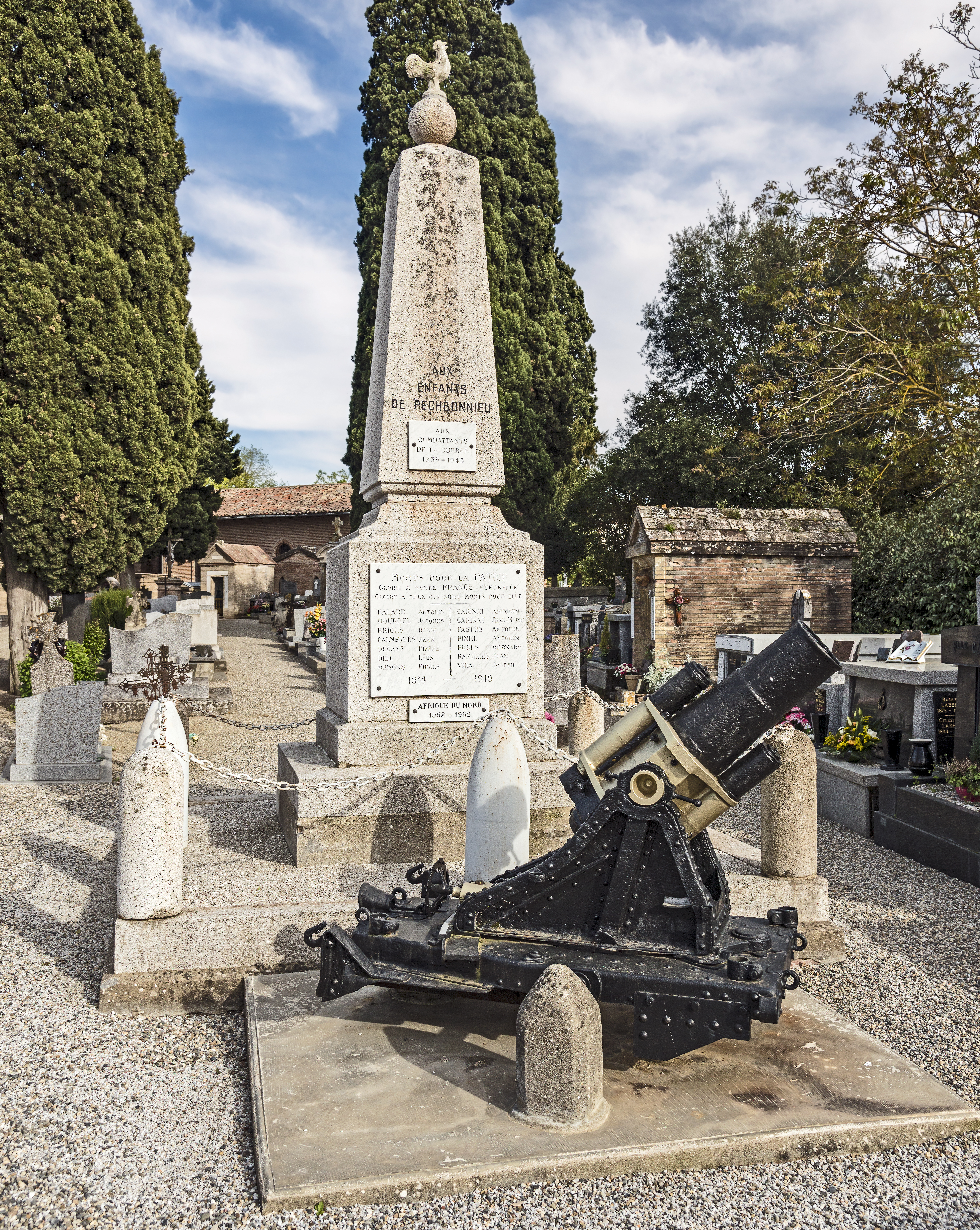

## 行政
佩什博尼约的邮政编码为31140，INSEE市镇编码为31410。

## 政治
佩什博尼约所属的省级选区为佩什博尼约县。

## 人口

1962-2008年间佩什博尼约人口变化图示

佩什博尼约于2022年1月1日时的人口数量为4792人。